# STS-37
STS-37 byla mise amerického raketoplánu Atlantis. Cílem letu bylo vypuštění astronomické observatoře Compton GRO, s hmotností 16 tun nejtěžší observatoře vypuštěné na oběžnou dráhu Země z raketoplánu.

## Posádka
- Steven R. Nagel (3) – velitel
- Kenneth D. Cameron (1) – pilot
- Jerry L. Ross (3) – první letový specialista 1
- Jerome Apt (1) – letový specialista 2
- Linda Godwinová (1) – letový specialista 3

V závorkách je uvedený dosavadní počet letů do vesmíru včetně této mise.

## Užitečné zatížení
Observatoř měla maximální délku 7,72 metru, přičemž k ní náleží ještě pár solárních panelů s rozpětím 21,52 metru. Vědeckou výbavu tvořily čtyři nezávisle pracující přístroje: COMPTEL (Compton Telescope), OSSE (Oriented Scintillation Spectrometer Experiment), BATSE (Burst and Transient Source Experiment) a EGRET (Energetic Gamma Ray Experiment Telescope). Dalekohled pracoval na vlnových délkách gama záření, které zemská atmosféra nepropouští. Z tohoto důvodu musel být vynesen na orbitu.

## Přípravy na start
Mise STS-37 měla následovat až po misi STS-39 raketoplánu Discovery. V době, když už Discovery stál připraven na rampě, však technik objevil trhliny na dvířkách zakrývajících otvor, kterým proudí do orbiteru palivo z externí nádrže (ET). Proto musel být raketoplán 7. března navrácen zpět do haly VAB k výměně závěsu dvířek. I když se podobné trhliny objevily v krátkém čase i u Columbie, na orbiteru Atlantis se žádné nenašly a proto mohl byt odvezen na rampu 39-B. 2. dubna v 11.30 UT bylo zahájeno odpočítávání, které proběhlo bez problémů.

## Průběh letu
Atlantis odstartoval z rampy 39-B 5. dubna 1991 ve 14:22:45 světového času. Vzlet proběhl po mimořádně strmé trajektorii, protože plánovaná dráha ve výšce 448–452 km byla tehdy nejvyšší, na jakou se raketoplán kdy vydal. Dvě minuty a pět sekund po startu byly odhozeny téměř vyhořené startovací motory SRB, které přistály na padácích v Atlantském oceánu. V T +525 při rychlosti 7930 m/s došlo k vypojení motorů SSME a za několik desítek sekund se od orbiteru oddělila již nepotřebná venkovní nádrž ET. Po zážehu motorů OMS Atlantis vystoupal na operační dráhu.
První letový den strávila posádka převážně přípravou na vypuštění Compton GRO. Linda Godwinová zkontrolovala družici prostřednictvím kamery umístěné na manipulátoru RMS. Později proběhl experiment SAREX, během něhož se posádka prostřednictvím amatérské vysílačky spojila s amatéry v Johnson Space Center v Houstonu.
Druhý letový den vyplnily přípravy na výstup do otevřeného vesmíru, který měli podniknout astronauti Ross a Apt. Opět se zkoušelo spojení vysílačkou SAREX, tentokráte se studenty houstonských škol.

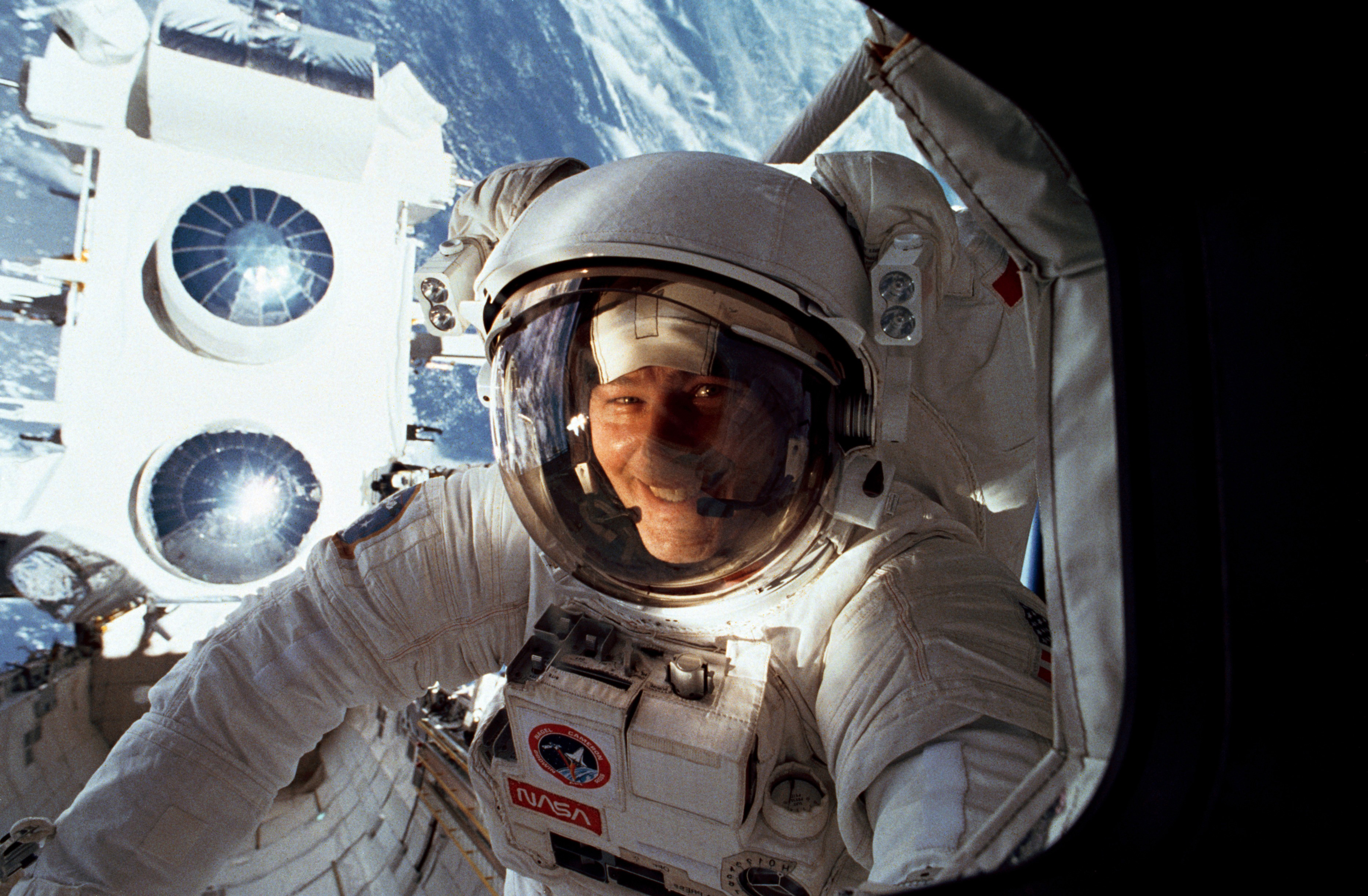
Ross během prvního výstupu

Třetí den letu, 7. dubna, došlo na vypuštění observatoře. Godvinová nejdříve uchopila družici manipulátorem RMS, zatímco ostatní letoví specialisté přepojili družici na vnitřní zdroje proudu. Po odemknutí zámků Godvinová zdvihla manipulátorem observatoř vysoko nad nákladový prostor. GRO potom vyklopilo solární panely a automaticky je natočilo na Slunce. Nosník otočné parabolické antény se však nevyklopil do pracovní polohy. Piloti raketoplánu proto dostali z řídícího střediska pokyn, aby prudkými manévry zaseknutý systém uvolnili. Ani manévry, ani třesení manipulátorem RMS však nepřineslo žádaný účinek a proto museli Ross a Apt uskutečnit neplánovaný výstup do otevřeného prostoru. Výstup zahájili v 18:39 UT a na vyklopení antény stačilo dvojici astronautů jen 17 minut. Proto se řízení letu rozhodlo, že část programu plánovaného na zítřejší výstup mohou astronauti zrealizovat už při tomto neočekávaném výstupu.
Po návratu astronautů do přechodové komory a posledních kontrolách Godwinová v čase 22:47 UT uvolnila observatoř, která začala obíhat Zem samostatně. Atlantis se od ní vlastním manévrováním vzdálil. Potom přešel na dráhu nad družici, od níž se vzdaloval, ale zůstával s ní v rádiovém kontaktu.
Během čtvrtého letového dne Ross a Apt opět vystoupili do nákladového prostoru, tentokrát aby odzkoušeli vozík CETA (Crew and Equipment Translation Aid) později používaný na Mezinárodní vesmírné stanici. Jeho základ tvořila hliníková plocha s rozměry 0,5 × 0,5 metru a se čtveřicí kol pohybujících se na vodících kolejnicích. Na dráze s celkovou délkou 14,3 metru odzkoušeli astronauti jeho ruční, mechanické a elektrické řízení. Zkoušky proběhly bez problémů. Zbytek dne a pátý letový den strávila posádka prováděním vědeckých experimentů, mezi nimiž bylo další používání amatérské vysílačky SAREX tentokrát s kosmonauty pracujícími na ruské stanici Mir.

## Přistání
První plánovaný datum přistání 10. dubna se nemohl pro silný vítr nad základnou Edwards AFB, kde měl raketoplán přistát, uskutečnit. V noci však vítr utichl a proto Atlantis mohl 11. dubna přistát. Brzdící manévr dvojicí motorů OMS trval 229 sekund. Náhlý poryv větru však zkomplikoval poslední fázi přistávání a stroj dosedl na dráhu 200 metrů před jejím prahem. Před vlastní dráhou byla ještě kilometrová rezerva. Atlantis na zem dosedl v 13:55:29 UT.
Šest dní po přistání raketoplánu zahájila observatoř Compton GRO aktivaci vědeckých přístrojů a následujícího dne zaregistrovala svůj první gama záblesk.